# Boiga beddomei
Boiga beddomei är en ormart som beskrevs av Wall 1909. Boiga beddomei ingår i släktet Boiga och familjen snokar. IUCN kategoriserar arten globalt som otillräckligt studerad. Inga underarter finns listade.
Arten förekommer i västra Indien och i Sri Lanka. Den vistas i låglandet och i kulliga områden upp till 800 meter över havet. Habitatet varierar mellan fuktiga skogar och torra lövfällande skogar.
Honor lägger ägg.